# Nederlandse Moslim Partij
De Nederlandse Moslim Partij (NMP) was een Nederlandse politieke partij onder leiding van Henny Kreeft. De partij stelde een tegengeluid te willen geven tegen ongefundeerde aanvallen tegen de islam en moslims, wilde de kloof tussen moslims en niet-moslims verkleinen en stond voor een samenleving die zich kenmerkt door islamitische waarden en normen. De partij heeft bestaan van 2007 tot 2012 en wist nooit zetels te behalen.

## Historie
De NMP is in 2007 opgericht door twee Nederlandse moslims uit Enschede. De partijleider Kreeft is in de jaren negentig bekeerd tot de islam en wilde door middel van de NMP 'de kloof tussen moslims en niet-moslims dichten, en investeren in jongeren'. Hij was eerder een actieve Fortuynist en was in 2006 actief bij de lokale partij ONS Noordoostpolder in de gemeente Noordoostpolder. In januari 2009 kwam Kreeft als onafhankelijke Fractie Kreeft terug in de gemeenteraad om de zetel in te nemen van oud-partijgenoot Van de Belt.
Op 18 november 2009 nam de NMP in de gemeente Venlo deel aan vervroegde gemeenteraadsverkiezingen. De behaalde 0,5 procent van de stemmen was onvoldoende voor een zetel.
Bij de Nederlandse gemeenteraadsverkiezingen in maart 2010 op 3 maart 2010 deed de partij mee in Almere, Alkmaar, Rotterdam, Den Haag, Woerden, Tilburg en Noordoostpolder. In geen van deze gemeenten werd een zetel gehaald. Er waren ook plannen om deel te nemen aan de Tweede Kamerverkiezingen 2010, maar deze werden in verband met een te korte voorbereidingstijd, alsmede een gebrek aan financiële middelen, geschrapt.
In juni 2012 legde het bestuur zijn functies neer, waarmee de partij feitelijk is opgeheven.

## Koers
De NMP zegt te staan voor een samenleving die zich kenmerkt door islamitische waarden en normen. Dit zijn volgens een visiedocument van de partij zaken als gerechtigheid, solidariteit tussen rijk en arm, sterk en zwak, kinderen en ouders, betrokkenheid en barmhartigheid ten opzichte van kwetsbare groepen en personen, fatsoenlijke omgangsvormen en respect voor de menselijke waardigheid, eerbied voor het leven, rentmeesterschap en menselijke verantwoordelijkheid ten opzichte van de natuur en vredelievendheid.
De NMP omschreef zichzelf als een gematigde partij. De Nederlandse Moslim Partij nam afstand van fundamentalisme en extremisme en was tegenstander van Shariawetgeving.
Kreeft liet medio 2009 weten de Partij voor de Vrijheid van Geert Wilders bij voorbaat uit te sluiten met betrekking tot eventuele samenwerking. In de campagne voor de gemeenteraadsverkiezingen in 2010 trok Kreeft een vergelijking met de ChristenUnie, waarvan de standpunten dicht bij die van zijn partij zouden liggen. Dit werd beaamd door een lokale kandidaat van de CU in Almere.

## Verkiezingsresultaten
| Gemeenteraad    | 2010   |
| --------------- | ------ |
| Alkmaar         | 1,2%   |
| Almere          | 1,3%   |
| Den Haag        | 0,2%   |
| Noordoostpolder | 0,25 % |
| Rotterdam       | 0,5%   |
| Tilburg         | 0,5%   |
| Venlo           | 0,5 %  |
| Woerden         | 0,4%   |